# أولريتش باير
أولريتش باير (23 يوليو 1947 – 20 أكتوبر 1988) هو ملاكم ألماني شرقي راحل، مثّل بلاده في الألعاب الأولمبية الصيفية في دورتي 1972 و1976.

## روابط خارجية
أولريتش باير على موقع أوليمبيديا (الإنجليزية)